# Bentworth
Bentworth is een civil parish in het bestuurlijke gebied East Hampshire, in het Engelse graafschap Hampshire met 553 inwoners.